# Mods (film)
Pour plus de détails, voir Fiche technique et Distribution.
Mods est un moyen métrage français réalisé par Serge Bozon en 2002 sorti en salles le 25 juin 2003, qui présente des scènes musicales et chorégraphiées en plan fixe.

## Synopsis
Edouard est malade. Il vit dans la maison d'Anna, dans une résidence universitaire. Anna est très inquiète pour lui. Elle fait venir les frères d'Edouard, qui répètent, à chaque fois qu'ils se présentent : « Nous sommes, c'est notre métier. » La maladie, qui n'est jamais nommée, s'aggrave, la maison est maintenant en quarantaine. Les frères d'Edouard discutent avec la serveuse de la buvette, avec une professeur qui vit là. Pendant ce temps Edouard ne parle pas, il reste dans le silence.
Et parfois, il y a de la musique et tout le monde se met à danser.

## Fiche technique
- Titre : Mods
- Réalisateur : Serge Bozon
- Scénario : Axelle Ropert
- Directrice de la photographie : Céline Bozon
- Son : Laurent Gabiot, Mélissa Petitjean
- Assistant-réalisateur : Benjamin Esdraffo
- Costumes : Renaud Legrand
- Chorégraphies : Julie Desprairies
- Monteur : Cyril Leuthy
- Pays d’origine :  France
- Société de production : Elena films (France)
- Producteur délégué : David Thion
- Distributeurs : Shellac
- Format : couleur — 1.66:1 — Dolby SR — 35 mm
- Genre : musical
- Durée : 59 minutes
- Date de sortie : 25 juin 2003

## Distribution
- Laurent Lacotte : Edouard
- Guillaume Verdier : François
- Serge Bozon : Paul
- Axelle Ropert : Anna
- Vladimir Léon : Charles
- Patricia Barzyk : Catherine
- Laurent Talon : Le docteur
- Chloë Esdraffo : La serveuse
- Benjamin Esdraffo : Un mod
- Raphaële Godin : La Fille

## Chansons du film
- I Must Run Phil and the Frantics
- No Reason to Complain The Alarm Clocks
- It's a Faded Picture The Seeds
- I'm a Living Sickness The Callico Wall
- It's Gonna Rain The Unrelated Segments (en)

## Distinctions
- Sélection au Festival Entrevues de Belfort 2002, prix Léo Scheer[2]
- Sélection au Festival de Locarno 2003, Compétition Cinéastes du présent[3]

## Production

### Projet et scénario
Le premier film de Serge Bozon, le long métrage L'Amitié, sorti en salle quatre ans auparavant, était un projet assez compliqué financièrement, nécessitant de nombreuses réunions de production et de nombreuses versions de scénario. En réaction à la lourdeur de cette production, et ne disposant que de ce qu'il qualifie de « non budget », Mods a été fait avec un esprit Do it yourself comme il l'explique dans les Inrockuptibles : « Non pas que je sois dans une espèce de culte de la désinvolture à la Hawks ou Rossellini, mais je trouve insupportable que, lorsqu’on essaie de faire des films normalement, il faille passer par dix versions de scénario, des précomités de lecture, une multitude de réunions de travail scénaristique avec les producteurs, tout un travail harassant et inutile. »
La production de ce film est donc rapide : selon les Inrockuptibles, l’idée vient en février 2002, Axelle Ropert l’écrit en quinze jours en mars, les répétitions ont lieu en avril, et le tournage en mai. Serge Bozon affirme avoir laissé sa scénariste assez libre, en dehors de certains dialogues. Il reconnait d'ailleurs que le travail sur le scénario ne l'intéresse pas particulièrement et que leur travail en commun est davantage passé par des discussions à propos des films qu'ils avaient vus.
De manière générale, Serge Bozon fait remarquer « le côté « amateur de pas mal de choses » dans le film. » La plupart des acteurs ne sont pas des professionnels et il est à noter qu'il ne fait pas de découpage avant le tournage. Parlant de la mise en scène, il déclare préférer les plans avec peu de mouvements de caméra en travaillant la composition du plan.

### Personnages

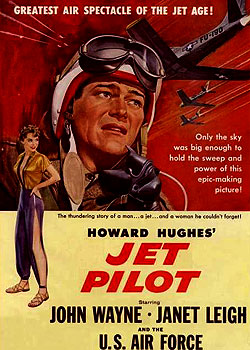
Affiche de Les espions s'amusent, film qui a donné à Serge Bozon l'envie d'incarner un militaire.

C'est Serge Bozon qui a voulu que les deux frères d'Edouard soient militaires. En voyant Les espions s'amusent de Joseph von Sternberg, il s'est dit qu'il aimerait bien jouer un personnage de militaire et, en particulier, en porter l'uniforme.  Il se déclare heureux du choix de ces personnages car ils permettent d'éloigner dès le début le film de la vraisemblance ou de la réalité. Une fois ce point de départ très fictionnel donné, le spectateur acceptera plus d'éléments éloignés de la réalité. Ces deux militaires relaient le regard du spectateur : ils entrent comme lui dans « un univers qui leur est étranger. »
À propos des personnages des « mods » qui reviennent régulièrement dans le film, Serge Bozon déclare que l'idée lui en venue sans doute par les nombreuses pochettes de disques où on voit des « jeunes gens plaqués contre un mur, qui regardent de haut le spectateur qui va acheter. »

### Décor

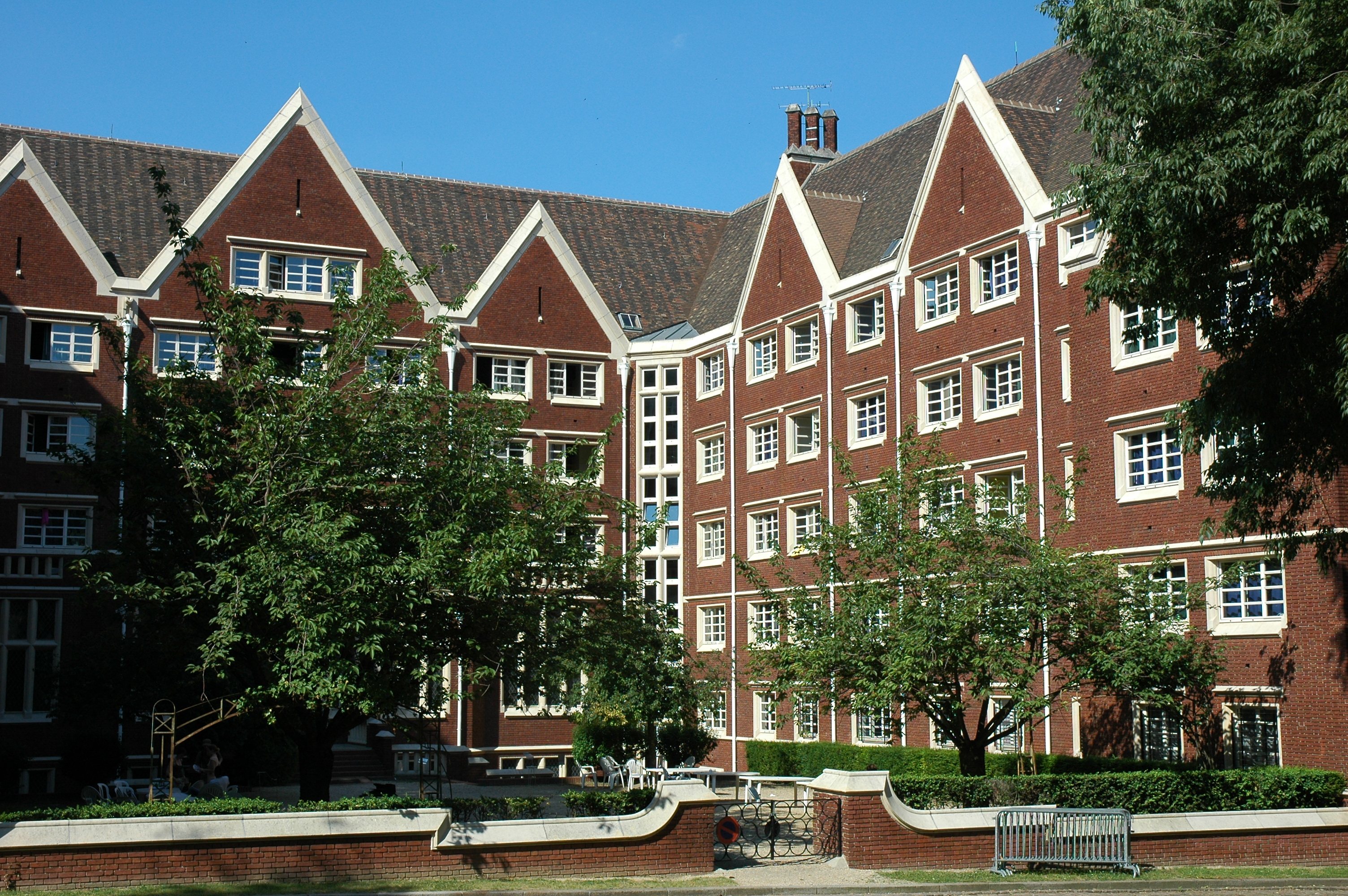
Le Collège Franco-Britannique de la Cité Universitaire, décor de scènes extérieures

Le film est tourné en dix-sept jours à la Cité internationale universitaire de Paris. On reconnait en particulier, dans les extérieurs, le collège Franco-Britannique que Serge Bozon trouve « très oxfordien avec ses briques rouges », le jardin de la Fondation Émile et Louise Deutsch de la Meurthe et, dans les intérieurs, le Collège néerlandais. L'action devait au départ se dérouler dans un « hôtel chic pour étudiants, fils à papa qui végètent en faisant des études flottantes », mais la production n'a pas reçu l'autorisation de tourner dans l'hôtel choisi, ce qui selon Serge Bozon a finalement servi le film :  il n'y aurait en effet pas eu de scènes en extérieur « ni tout l’imaginaire lié au campus et à la pension d’étudiant. » Il considère en effet que l'idée du campus a « une puissance d’exotisme indiscutable. »

### Chorégraphies
La chorégraphe choisie pour le film, Julie Desprairies a pour habitude de ne pas travailler dans des lieux dévolus à la danse, mais de s'adapter aux contraintes du lieu qu'elle choisit, tout comme elle est habituée à travailler avec des danseurs non professionnels auxquels elle demande de trouver des idées qu'elle va organiser,.

### Choix de la musique
Concernant la musique, Serge Bozon n'a pas voulu utiliser de véritable musique mod la trouvant plus lourde et plus professionnelle que la musique garage finalement utilisée. En outre il a déclaré qu'elle manquait des : « ballades au sens de chansons d’amour tristes » qu'il a finalement mises dans Mods. Il était au départ réticent à l'idée d'utiliser de la musique dans ce film, mais il a été convaincu par Axelle Ropert, sa scénariste, qui trouvait que ces chansons un peu tristes, un peu « amateur », s'accorderaient autant à la prostration du héros, Edouard, et à l'aspect amateur général du film. « Les chansons choisies ici sont essentiellement des ballades un peu aigres et acides, obscures et “amateur”. »

## Accueil critique
Les Inrockuptibles débutent le portrait qu'ils consacrent à Serge Bozon lors de la sortie du film en soulignant combien, avant même d'être vu en festival, ce film était « attendu » :
« Sept mois ont passé depuis qu’a été allumée la mèche du buzz. En compétition à Belfort en novembre dernier, Mods avait été l’objet le plus attendu du festival  avant même la projection, il s’auréolait du meilleur titre de l’année. » Olivier Nicklaus, dans ce même magazine, mais lors de la diffusion télévisée, évoquera cette sortie en salles comme « Une sortie cornaquée par un buzz médiatique chic-parisien. »
L'article de Jacques Morice dans Télérama à la sortie du film tient aussi compte de ce « buzz » puisqu'il débute par ces mots « “T'emballe pas trop, hein, vas-y mollo sur Mods, c'est bien mais c'est quand même petit petit”, tempère mon boss. Il n'a pas tort, et pourtant il y a de quoi bondir de joie : un an après La Bande du drugstore et sa morgue désenchantée, le dandysme musical fait de nouveau des siennes. » Le petit Ulysse qui indique l'avis de ce magazine sur le film n'est ni attristé ni souriant, c'est donc une note moyenne qui lui est donnée. L'article souligne certains points forts du film : les dialogues, en particulier les insultes (« « C'est vraiment des chochottes ! », « Ah, quel plouc ! » ») et surtout les scènes dansées.  Il souligne le caractère atypique du film, parlant même de « (mini) séisme » : « une façon d'être moderne de manière légère, en se délestant de fardeaux (vraisemblance et convenance) et en raccourcissant tout (le film dure une heure). » Et il termine par « Mod, c'est cela : modern en abrégé. »
Cette « modernité » n'est pas du goût du magazine Le Point qui trouve le film représentatif d'un jeune cinéma d'auteur trop radical tandis que pour Zurban ce film ambitieux n'est pas assez incarné.
Les Inrockuptibles consacrent un article à la sortie en salles du film et un autre à sa première diffusion sur Arte. Dans ce dernier, Olivier Nicklaus critique  le snobisme consistant à encenser ce film : « Qu’est-ce qui est le plus chic ? Adorer Mods, ou le trouver copieusement ennuyeux ? Rire décalé ou ronfler snob ? Enthousiasme conceptuel ou pose dandy ? Mods ou snobs ? ». Il critique la raideur des acteurs « articulant hiératiquement leurs répliques » et explique que « l’avalanche de clins d’œil, du complot rivettien à la figure de la répétition chère à Eustache, du punk sixties au roman balzacien, donne le sentiment que le film est moins libre qu’il n’y paraît au premier abord. La figure de la boucle (...), dans laquelle certains ont lu le surplace de l’adolescence, peut aussi provoquer un profond sommeil. »
Olivier Nicklaus fait dans cette dernière phrase référence à l'article d'Amélie Dubois lors de la sortie en salles du film, dans les mêmes Inrockuptibles. Cet article loue au contraire la poésie particulière du film :« une sorte de poétique des rayures, brillante expression de l’incontournable romantisme adolescent, Bozon réussissant à placer ce mal de vivre là où il se doit d’être : aussi bien à l’intérieur qu’au-delà des modes. »
Le site Chronic'art est également enthousiaste, mettant au film la note de 5/5 et soulignant son aspect original et intemporel « mais qui s’inscrit doucement dans le creux immémorial du sentiment. » Le Monde écrit « sous ses allures réjouissantes de petite comédie morale aux mécanismes antinaturalistes, relève d'une volonté exigeante et légère à la fois. C'est bien pour cela qu'on l'aime beaucoup. »
Philippe Azoury consacre à ce film, dans Libération, un portrait de Serge Bozon et une critique très positive. Il y souligne « l'humour du film et sa dinguerie tapie sous la sagesse ». Les qualités de ce film sont pour lui « celles qui, de tout temps, vont comme un gant aux jeunes gens en révolte : grand style et rapidité d'exécution, retenue et frustration, sécheresse et colère, drôlerie et désabusement. » Il termine en qualifiant le film de « numéro d'équilibriste : sévère mais juste, loufoque et juste, élégant donc juste. »

## Analyse

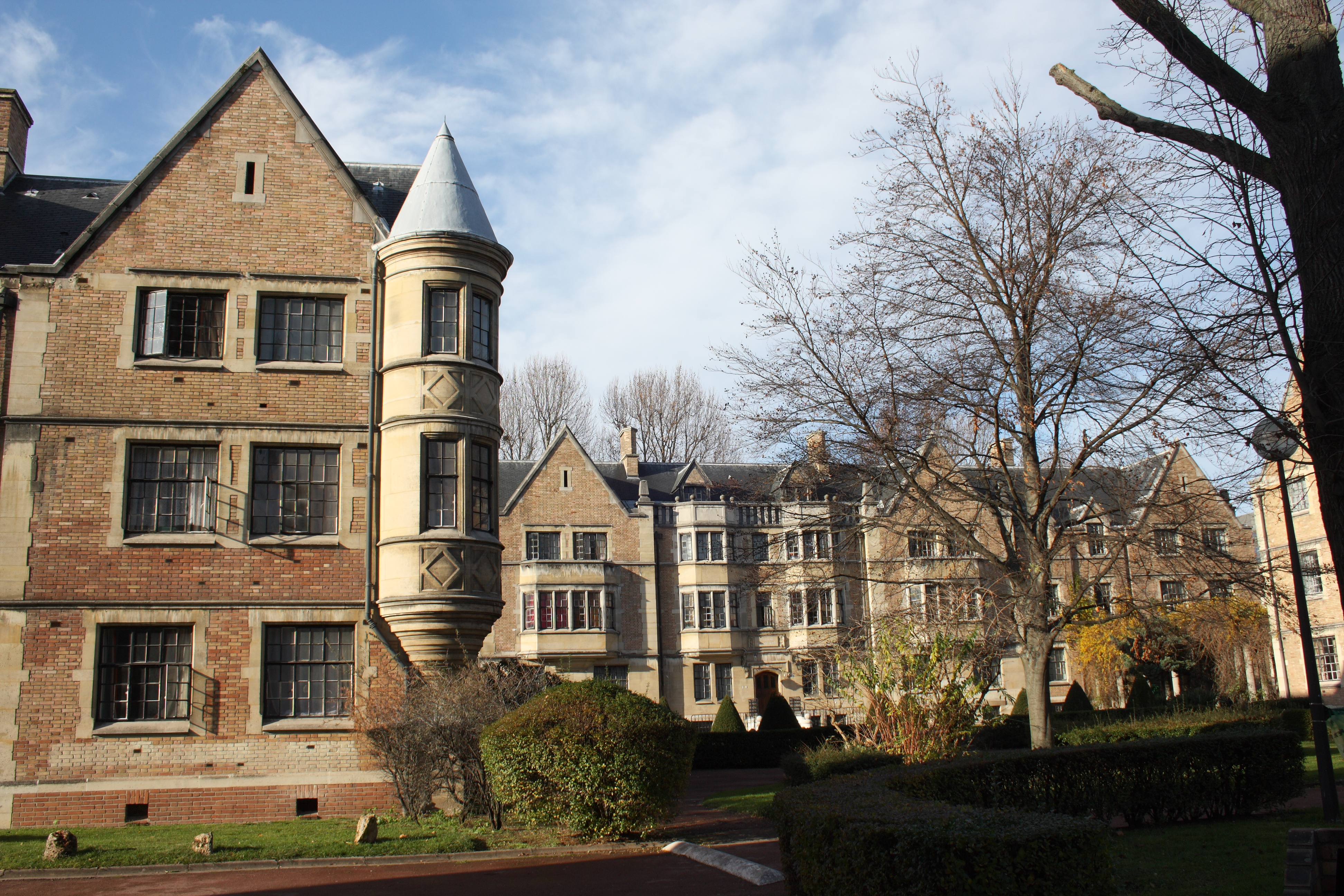
La Fondation Deutsch de la Meurthe, avec sur la droite les buissons sur lesquels les danseurs s'affalent dans une des chorégraphies

Ce « film hybride traversé par des scènes de danses aux chorégraphies minimales » n'est ni une comédie musicale à proprement parler ni film sur le courant musical Mod (il ne montre d'ailleurs aucun « mod » au sens strict même si certains personnages sont appelés ainsi par Serge Bozon). L'époque de l'action est aussi difficile à situer : le réalisateur ne voulait pas qu'on puisse savoir si cela se passait dans les années 1960 ou les années 2000.
Dans cette imprécision, les éléments très codés (« panoplie »de « mods », cité universitaire, musique garage) font fonctionner l'imaginaire du spectateur évoquant aussi bien des souvenirs de sa propre adolescence que d'autres scènes de films ou de pochettes de disques.
Le jeu des acteurs est particulier, distancé, « raide », l'auteur recherchant la stylisation et non le naturalisme, avec une diction un peu appuyée. Comme la plupart des acteurs du film ne sont pas professionnels, il estime que leur timidité renforce la raideur recherchée. Axelle Ropert parle à propos de ces personnages de pudeur, terme qu'elle définit comme  « une forme de détachement, d’orgueil, et on sent chez les personnages une intériorité très vibrante. » Serge Bozon souhaitait que, sans qu'ils s'épanchent, les sentiments des personnages aient une certaine intensité. Par rapport à ce que sont les vrais « mods », il a essayé d'évacuer tout ce qui lui paraissant anecdotique pour ne garder que la pose, au sens de « prendre la pose », souhaitant que les personnages du film soient à la fois drôles, ridicules tout en étant graves non pour que l'on rit d'eux mais pour que « leurs poses » touchent le spectateur tout en étant exagérées.
Selon le réalisateur, c'est du fait de surmonter cette rigidité pour se mettre à danser que va naître l'humour du film, comme si les personnages devaient apprendre à utiliser leur corps jusqu'alors soumis à des pressions extérieures, comme le fait de porter l'uniforme pour les militaires.
Les cinq scènes de danses sont qualifiées par Libération de « danse subite ». Elles arrivent par surprise, interrompant le flux du film. « Nous assumons l'idée que, dans le film, les chansons tombent du ciel » déclarent Serge Bozon et Axelle Ropert. Ces danses sont particulières : Télérama les considère comme de la « danse non dansée » et des « chorégraphies velléitaires ».
La danse ici n'a rien de lyrique, elle ne sert pas à exprimer, comme dans d'autres films, ce que les personnages ne peuvent se dire autrement, elle témoigne plutôt d'une intériorisation, d'une « prostration communicative », comme si les personnages se repliaient sur la maladie d'amour qui parcourt le film. Les chorégraphies minimalistes où les personnages ont l'air perdus semblent montrer un état dépressif où on reviendrait sans cesse vers les mêmes « problèmes existentiels insurmontables » comme on s'affale sur un buisson, tombant sur le sol puis se relevant pour le faire à nouveau.
Ces scènes de danse sont pour Les Inrocks l'illustration de ce qu'ils nomment « l'expérience du mur », répétant des gestes et des glissements contre les éléments du décor « Une façon d’épouser le décor qui contamine progressivement les personnages. » On trouve la même idée dans Télérama qui écrit que les acteurs « font corps avec l'espace, caressent et épousent les objets qui les entourent, deviennent armoire, lit, mur. » Pour  Les Inrocks les murs deviennent « de vrais motifs de mise en scène. Il y a ces personnages-murs, et il y a ces murs devant lesquels passent, posent ou dansent les personnages. »
Le thème du film est, pour Libération et Les Inrocks le mal-être adolescent. En cela la peur y est présente, celle du monde extérieur, celui des adultes. Le mal-être adolescent est transposé dans le scénario et la mise en scène : les répétitions présentes dans le film figurent les blocages de l'adolescence, la pose des acteurs, la distance qu'ils gardent entre eux et leur raideur incarnent leur mal-être. Et cette peur émane aussi de la musique punk garage américaine utilisée dans le film où « tout est désocialisé, terrifié : musique provinciale, amateure et involontaire. »